# 4147 Lennon
4147 Lennon este un asteroid din centura principală, descoperit pe 12 ianuarie 1983 de Brian Skiff.